# Just Drifting Along
Just Drifting Along ist ein deutscher Episodenfilm von Jan Frers aus dem Jahr 2018. Der Film wurde auf dem Filmfestival Max-Ophüls-Preis uraufgeführt.

## Handlung
Nach einer langen Partynacht mit viel Alkohol und anderen Drogen geraten Steffen und Lennart in eine knifflige Situation: Nachdem Steffen eine Stereoanlage von einem Regal gestoßen hat, wird Kumpel Ben unglücklich von ihr getroffen und ist sofort tot. Die Leiche soll nun unauffällig entsorgt werden. Steffen bittet seinen Cousin David um Hilfe, der wiederum wendet sich an seinen Dealer und zwielichtigen Kollegen Theo, der zusagt, bei der Entsorgung der Leiche zu helfen. Allerdings nur, weil er sich Hilfe für sein nicht in die Gänge kommen wollendes Start-Up Unternehmen erhofft. Immer mehr Freunde und Bekannte werden von Ben in den Fall hineingezogen, darunter auch seine Freundin Lucy, die nichts vom Tod ihres Freundes weiß. Bei einem Mädelsabend zieht sie mit ihrer Freundin Kira um die Häuser. Die Nacht endet auf einem Polizeirevier, doch die beiden dürfen wieder gehen. Schließlich treffen sie auf Theo, Steffen und Lennart, die gerade Bens Leiche in die Elbe versenken wollen.

## Kritik
Katrin König vom Süddeutschen Rundfunk schreibt:„ Just drifting along ist zwar keine Komödie, bei der man sich fortwährend auf die Schenkel klopft, aber ein durchaus amüsanter Film mit Schmunzelpotenzial“. Insgesamt sei Just drifting along ein durchaus gelungener Nachwuchsfilm, der mit vielen kleinen Schmunzelmomenten auf den Zuschauer warte und sie lobt in ihrer Kritik die gute Kameraführung von Detlev Niebuhr und die überzeugende Leistung von Jannik Büddig.

## Auszeichnungen
- Nominierung für den Max-Ophuels-Preis Bester Spielfilm 2018.[1]
- Nominierung von Martin Geisen als bester Nebendarsteller für den Max-Ophuels-Preis 2018.[3]